# Kemonomimi

Na Viqui com una nekomimi.

Kemonomimi (獣耳, li. Orelles animals) és un terme utilitzat en el manga i anime per a descriure personatges humanoids que presenten alguna característica animal, específicament òrgans com orelles, cúa i urpes.

## Espècies
El kemonomimi és un element molt comú en l'anime i manga, a més és un tipus de cosplay molt popular. El kemonomimi sol dividir-se segons diferents espècies animals.

### Nekomimi
El nekomimi (猫耳, literalment orelles de gat) és un terme que s'usa per referir-se a la presència de trets de felí com a orelles, cua i urpes en un cos humà. El terme pel kemonomimi femení en anglès és catgirl i per al masculí catboy. En aquesta categoria s'inclou el gat domèstic i altres felins salvatges com el lleó i el tigre. Si bé no pertany al gènere manga, es podria considerar que la primera catgirl va ser Catwoman, de les sèries de Batman de DC Comics, que va aparèixer en 1940.
El nekomimi és probablement el kemonomimi més comú. Es pot troba en sèries de mànga com Tòquio Mew Mew i Loveless.

### Kitsunemimi
El kitsunemimi (狐耳, literalment orelles de guineu) és el terme que es refereix a la presència de trets de guineu en un cos humà. El terme adaptat a l'anglès per referir-se al kemonomimi femení i masculí és foxgirl i foxboy, respectivament. El kitsunemimi pot ser trobat en obres de manga com Kanokon o Kamisama Hajimemashita.

### Inumimi

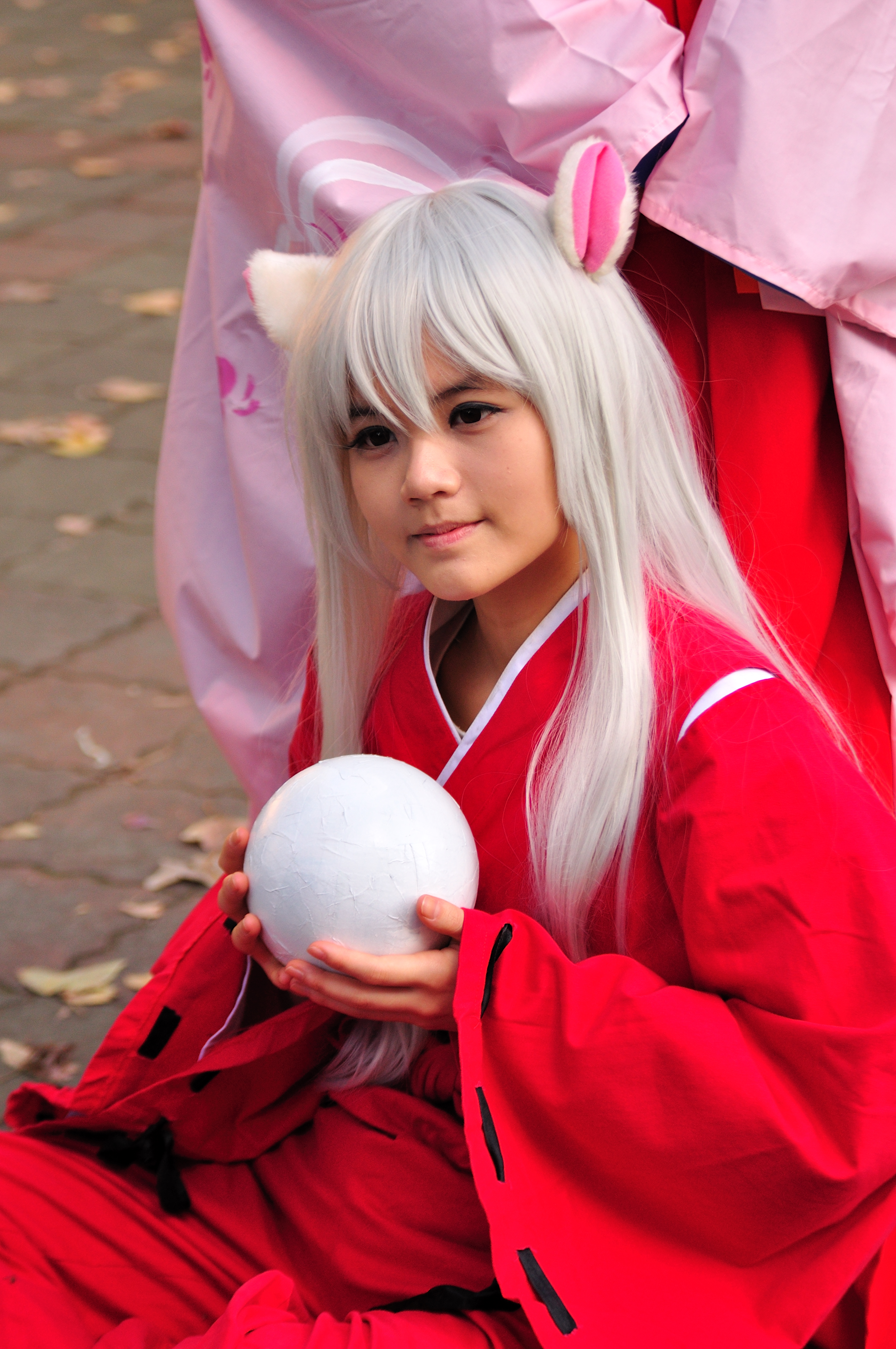
Cosplay de InuYasha, un personatge manga amb característics trets canins

El inumimi (犬耳, literalment orelles de gos) es refereix a la presència de característiques canines en un cos humà. El inumimi és freqüentment considerat com el kemonomimi masculí, és a dir, no és vist de manera freqüent en personatges femenins. L'exemple més significatiu en el manga és InuYasha.

### Usagimimi
El usagimimi o Usamimi és un terme menys comú que es refereix a la presència de característiques de conill en un cos humanoide. El usagimimi pot ser trobat entre personatges de Touhou Project, tals com Reisen Udongein Inaba, Tei Inaba i Mondaiji-tachi ga Isekai kara Kuru Sou Desu jo?.

### Altres espècies
Altres Kemonomimi menys recurrents són Nezumi (Ratolí), Ookami (Llop), Araiguma (Procyon, usualment un Tanuki), Risu (Esquirol), Hitsuji (Ovella), Ryu (Drac), entre d'altres.